# Harvard Business Review
Harvard Business Review es una revista de gestión, de periodicidad bimensual, publicada desde 1922 por Harvard Business School Publishing, empresa propiedad de Harvard Business School. 
Es una revista de investigación enfocada en los profesionales de las empresas, en todos los niveles, siendo respetada por los altos ejecutivos, los académicos y los consultores. Ha sido la residencia editorial frecuente para conocidos eruditos y pensadores de dirección, pudiendo encontrar entre otros a Clayton M Christensen, Peter f Drucker, Michael E Porter, Rosabeth Moss Kanter, Gary Hamel, C. K. Prahalad, Robert S Kaplan, y otros.
Sus temas son conceptos de empresa y de dirección y ha tratado temas como el cuadro de mando integral, las competencias clave, el propósito estratégico, reingeniería, la globalización, la miopía de marketing o el techo de cristal".
Su circulación de la edición en inglés es de 260 000 ejemplares a nivel mundial, existiendo 13 ediciones autorizadas de la revista (entre las que se encuentran dos ediciones en chino, una edición en alemán, y una edición de Sur de Asia en inglés).
En 2002, la dirección y el grupo de redacción fue relevado de sus funciones después de la revelación de la existencia de una relación entre la redactora jefe Suzy Wetlaufer y el antiguo CEO de General Electric Jack Welch. El grupo que dejó la revista argumentó que la relación entre Wetlaufer y Welch, que si bien había iniciado en la preparación de un artículo para la revista, no había violado los patrones éticos de la publicación.
El actual redactor jefe y director de la revista es Adi Ignatius.